# Universitat Tècnica de Darmstadt

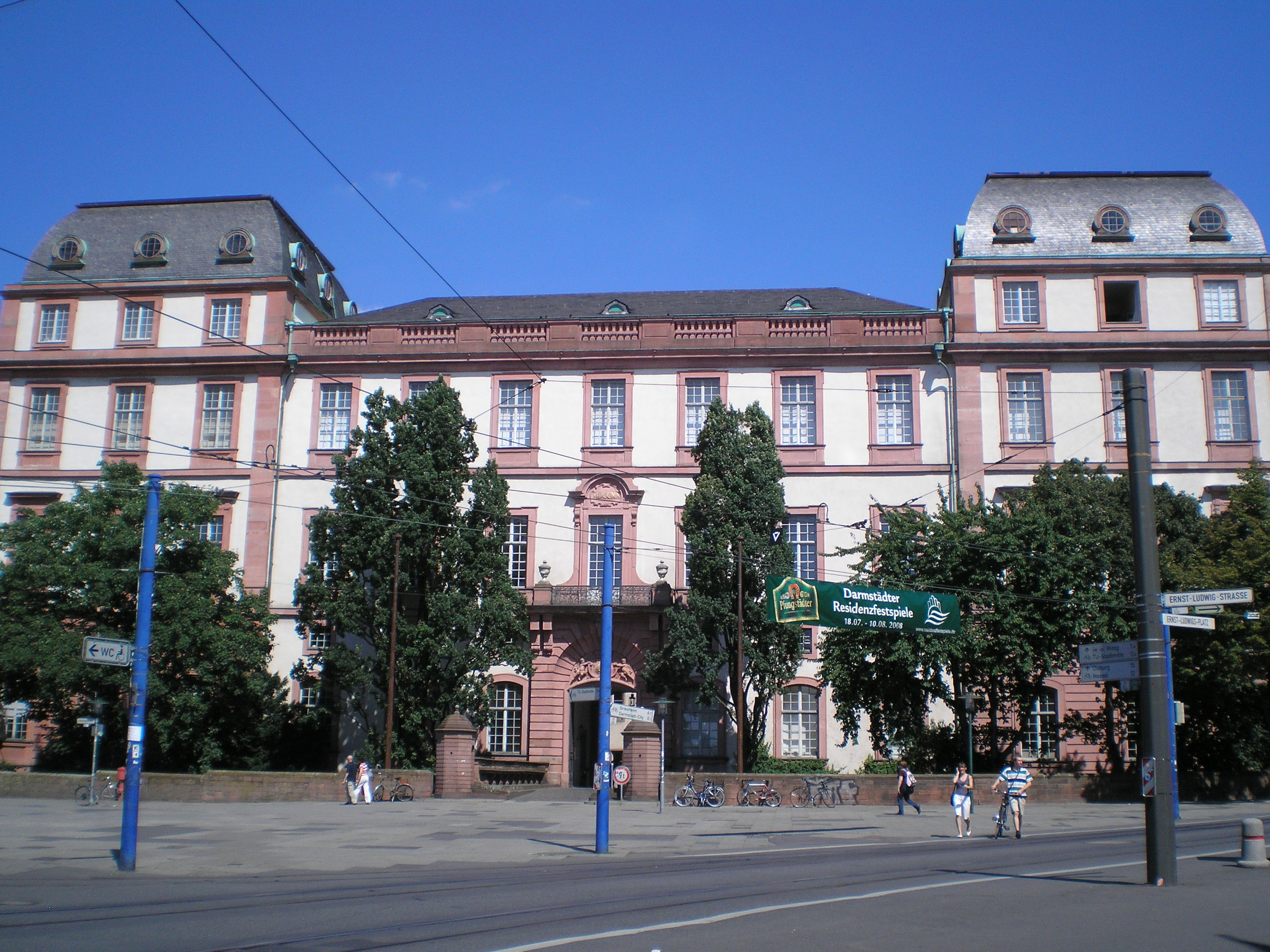
Vista de l'entrada de la biblioteca principal de la Universitat Tècnica de Darmstadt

La Universitat Tècnica de Darmstadt (en alemany Technische Universität Darmstadt) és un dels centres d'ensenyament superior més importants d'Alemanya.

## Facultats
Actualment compta amb 13 facultats:
- 1: Economia i dret
- 2: Historia i ciències socials
- 3: Ciències Humanes
- 4: Matemàtiques
- 5: Física
- 7: Química
- 10: Biologia
- 11: Ciències de Materials i geociències
- 13: Enginyeria civil i geodèsia
- 15: Arquitectura
- 16: Enginyeria mecànica
- 18: Enginyeria elèctrica i tecnologia de la informació
- 20: Informàtica